# Бландинг (Јута)
Бландинг (енгл. Blanding) град је у америчкој савезној држави Јута.

## Демографија
По попису из 2010. године број становника је 3.375, што је 213 (6,7%) становника више него 2000. године.
| Група             | 2000.         | 2010.         |
| Белци             | 2.058 (65,1%) | 2.163 (64,1%) |
| Афроамериканци    | 2 (0,1%)      | 11 (0,3%)     |
| Азијати           | 3 (0,1%)      | 9 (0,3%)      |
| Хиспаноамериканци | 128 (4,0%)    | 128 (3,8%)    |
| Укупно            | 3.162         | 3.375         |